# Kees Akerboom
Kees Akerboom (ur. 18 kwietnia 1952 w Haarlemie) – holenderski koszykarz, po zakończeniu kariery zawodniczej komentator spotkań koszykarskich na Sport1 i Eurosport.
Jego syn Kees Junior jest także zawodowym koszykarzem.

## Osiągnięcia
Na podstawie, o ile nie zaznaczono inaczej.

### Drużynowe
- Wicemistrz Pucharze Europy Zdobywców Pucharów (1979)
- 8-krotny mistrz Holandii (1971, 1972, 1973, 1979, 1980, 1981, 1984, 1985)
- Wicemistrz Holandii (1982)
- Zdobywcy Pucharu Holandii (1970, 1971)

### Indywidualne
- Najlepszy Zawodnik Europy (1978)
- MVP ligi holenderskiej (1981, 1982, 1985)
- trzykrotny mistrz ligi holenderskiej (1980, 1981, 1985)
- 7-krotnie zaliczony do I składu ligi holenderskiej (1974, 1975, 1978, 1980, 1981, 1982, 1984, 1985)
- Uczestnik:
  - holenderskiego meczu gwiazd (1975, 1976, 1978, 1981, 1982)
  - meczu gwiazd Europy (1979)

### Reprezentacja
Drużynowe
- Uczestnik:
  - mistrzostw Europy (1975 – 10. miejsce, 1977 – 7. miejsce, 1979 – 10. miejsce)
  - kwalifikacji do igrzysk olimpijskich (1972 – 6. miejsce, 1980, 1984)
  - turnieju przed-olimpijskiego (1976 – 6. miejsce)

Indywidualne
- Lider strzelców Eurobasketu (1977)
- Zaliczony do I składu najlepszych zawodników mistrzostw Europy (1977)